# Mauricio Aguiar
Mauricio Aguiar (Montevideo, Uruguay, 3 de febrero de 1983) es un exjugador de baloncesto profesional uruguayo. Fue miembro de la Selección de baloncesto de Uruguay.

## Carrera
Aguiar empezó su carrera en la Liga Uruguaya de Básquetbol en la temporada 2000. Jugó sus primeros tres años (2000–03) en Club Atlético Cordón. Después de tres temporadas sólidas con el equipo, se declaró seleccionable para el Draft del 2003 de la NBA. Aun así, no fue seleccionado.
Aguiar continuó su carrera en Italia con Lauretana Biella de la Liga italiana. Tuvo poca acción saliendo desde el banco en dos temporadas con el equipo, promediando solo 4.0 puntos y 0.8 rebotes por juego en su primera temporada y 5.3 puntos y 0.9 rebotes por juego en su segunda temporada.
Desde el año 2006, Aguiar ha botado entre equipos en Uruguay y equipos en Italia. En la temporada 2008–09, empezó el año con Club Biguá en Uruguay, promediando 8.8 puntos y 3 rebotes por juego en el Liga de las Américas 2008-09, jugando para Uruguay donde compartió equipo con jugadores como Leandro García Morales y Martín Osimani. En abril firmó por el equipo italiano Vanoli Soresina para los últimos 16 juegos de la temporada del equipo. Aguiar rápidamente se integró a la rotación del equipo, promediando 9.2 puntos y 21.3 minutos por juego en la temporada. Terminada la temporada el equipo extendió su contrato para la temporada 2009-10.

### Clubes
- Club Atlético Cordón (2000 a 2003)
- Lauretana Biella (2003 a 2005)
- Sardegna Sassari (2005 a 2006)
- Aironi Basket Novara (2006 a 2007)
- Basket Livorno (2007 a 2008)
- Club Biguá (2008 a 2009)
- Guerino Vanoli Basket (2009 a 2010)
- Hebraica y Macabi (2010 a 2011)
- Marinos de Anzoátegui (2011)
- Hebraica y Macabi (2011 a 2013)
- Bucaneros de La Guaira (2013)
- Hebraica y Macabi (2013 a 2014)
- Bucaneros de La Guaira (2014)
- Obras Sanitarias (2014 a 2015)
- Regatas Corrientes (2015 a 2016)
- Defensor Sporting (2016 a 2017)
- Ferro (2017)
- Defensor Sporting (2017)
- Club Biguá (2017 a 2018)
- Ciclista Olímpico (2018)
- Corinthians (2018 a 2021)
- Club Atlético Cordón (2021)

## Selección
Aguiar es un miembro habitual de la Selección Uruguaya. Ha sido convocado para los últimos cuatro Campeonato FIBA Américas, 2003, 2005, 2007, y 2009.